# Жовтневое (Троицкий район)
Жовтневое (укр. Жовтневе) — село, относится к Троицкому району Луганской области Украины.
Население по переписи 2001 года составляло 86 человек. Почтовый индекс — 92133. Телефонный код — 6456. Занимает площадь 15,11 км². Код КОАТУУ — 4425487504.

## Местный совет
92130, Луганська обл., Троїцький р-н, с. Тополі, вул. Радянська, 14 (укр.)